# 마르셀 호프
마르셀 호프(독일어: Marcel Saemin Hopp, 1988년 2월~)는 독일의 정치인이다.